# فوهة الواحة

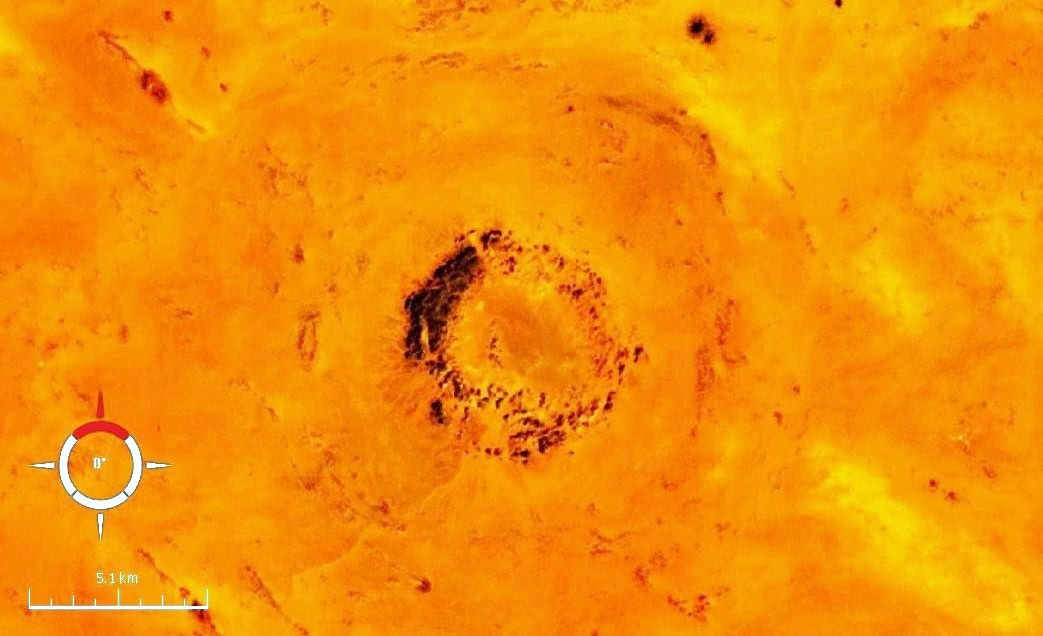
صورة "لاند سيت بروغرام" لفوهة الواحة، الصورة التقطت من ناسا ورلد ويند.

فوهة الواحة هي فوهة نيزكية في ليبيا. الفوهة تمتلك فتحة على السطح، لكنها معرضة للتآكل بدرجة خطيرة، حيث يظهر جزء فقط من كامل الحلقة بشكل بارز. في حين يقدر أن حواف الحلقة الأصلية كانت بقطر 18 كيلومترا، يقدر عمرها بأقل من 120 مليون عام خلت العصر الطباشيري.

## وصلات خارجية
- Earth Impact Database